# 210. pr. n. št.
210. pr. n. št. je deveto desetletje v 3. stoletju pr. n. št. med letoma 219 pr. n. št. in 210 pr. n. št.. 